# هيديو فوجيموتو
هيديو فوجيموتو (باليابانية: 藤本英雄 ) (و. 1918 – 1997 م) هو لاعب كرة قاعدة ياباني، ولد في شيمونوسكي، ياماغوتشي، مركز لعبه هو مرسل الكرة ‏، توفي في اليابان، عن عمر يناهز 79 عاماً، بسبب نوبة قلبية.

## التعليم
تعلم في جامعة ميجي.

## روابط خارجية
- هيديو فوجيموتو على موقع الدوري الياباني لكرة القاعدة (الإنجليزية)
- هيديو فوجيموتو على موقعبيزبول رفرنس.كوم (الدوري الثانوي) (الإنجليزية)